# Cuevas de Barabar
Las Cuevas de Barabar (en hindi: बराबर गुफाएँ) son las más antiguas cuevas excavadas en la roca que sobreviven en la India. Datan de la época del Imperio mauria (322-185 a. C.); algunas poseen inscripciones de Ashoka.

## Descripción
Están ubicadas en el distrito Jehanabad del estado de Bijar (India), 24 km al norte de la ciudad de Gaya.
Cuatro de las cuevas están situadas en la colina de Barabar y tres cuevas en la colina gemela Nagarjuni. Estas últimas se encuentran a 1,6 km de distancia de la colina de Nagarjuni y a veces son mencionadas como Cuevas de Nagarjuni. Estas cámaras excavadas en la roca se remontan al siglo III a. C., del periodo mauria, y del período del emperador Ashoka (quien reinó entre el 273 y el 232 a. C.).

### Cuevas de la colina de Barabar
La colina tiene cuatro cuevas: Karan Chaupar, Lomas Rishi, Sudama y Visva Zopri. Sudama y Lomas Rishi son los ejemplos más antiguos de arquitectura excavada en roca de la India, y se convirtieron en un modelo para obras de los siglos siguientes, como las chaitya budistas de tamaño mayor que se crearon en Maharashtra (cuevas de Ajanta y cuevas de Karla), e influyeron en la tradición posterior de arquitectura tallada en roca del sur de Asia. 

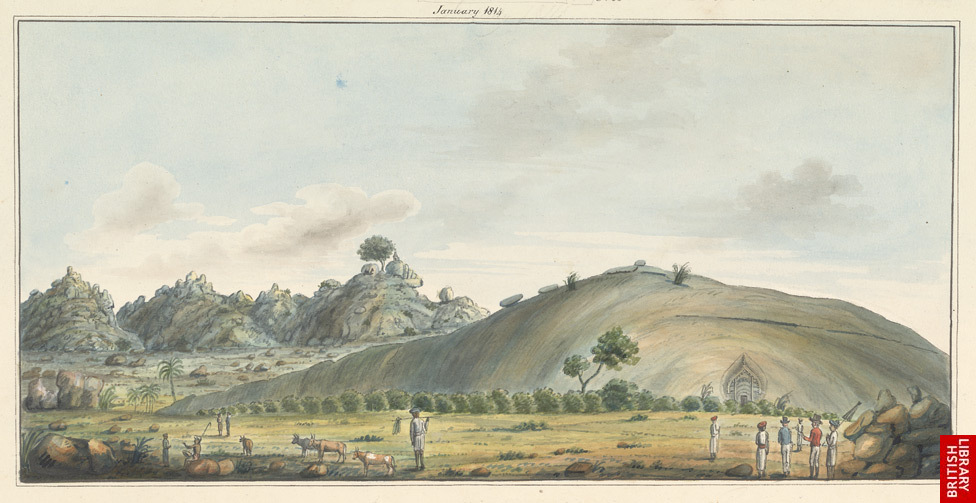
Vista general de la colina de Barabar, Bihar.
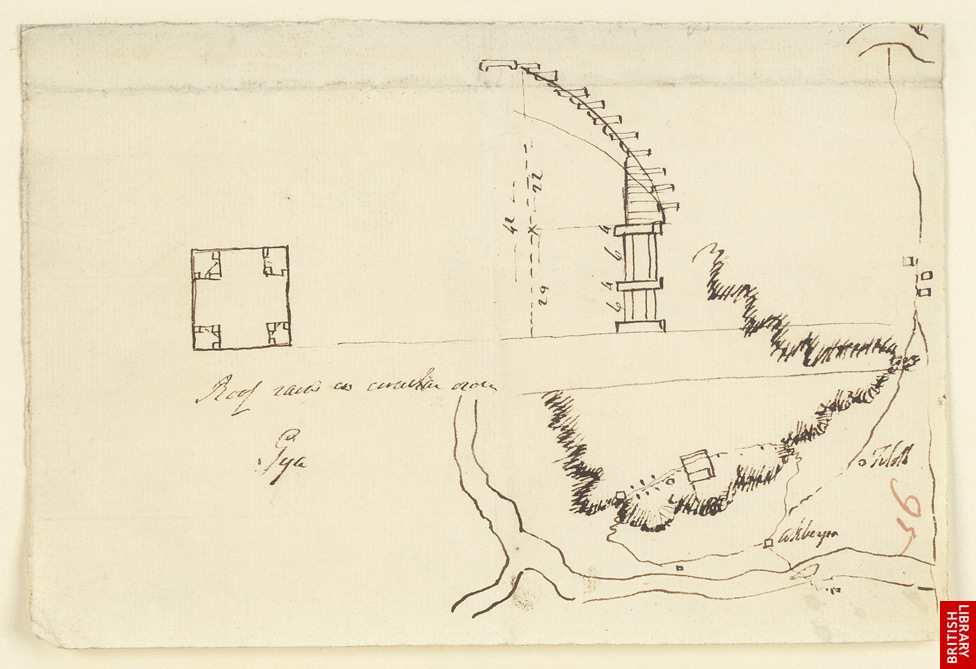
Plano elaborado por británicos en 1814.
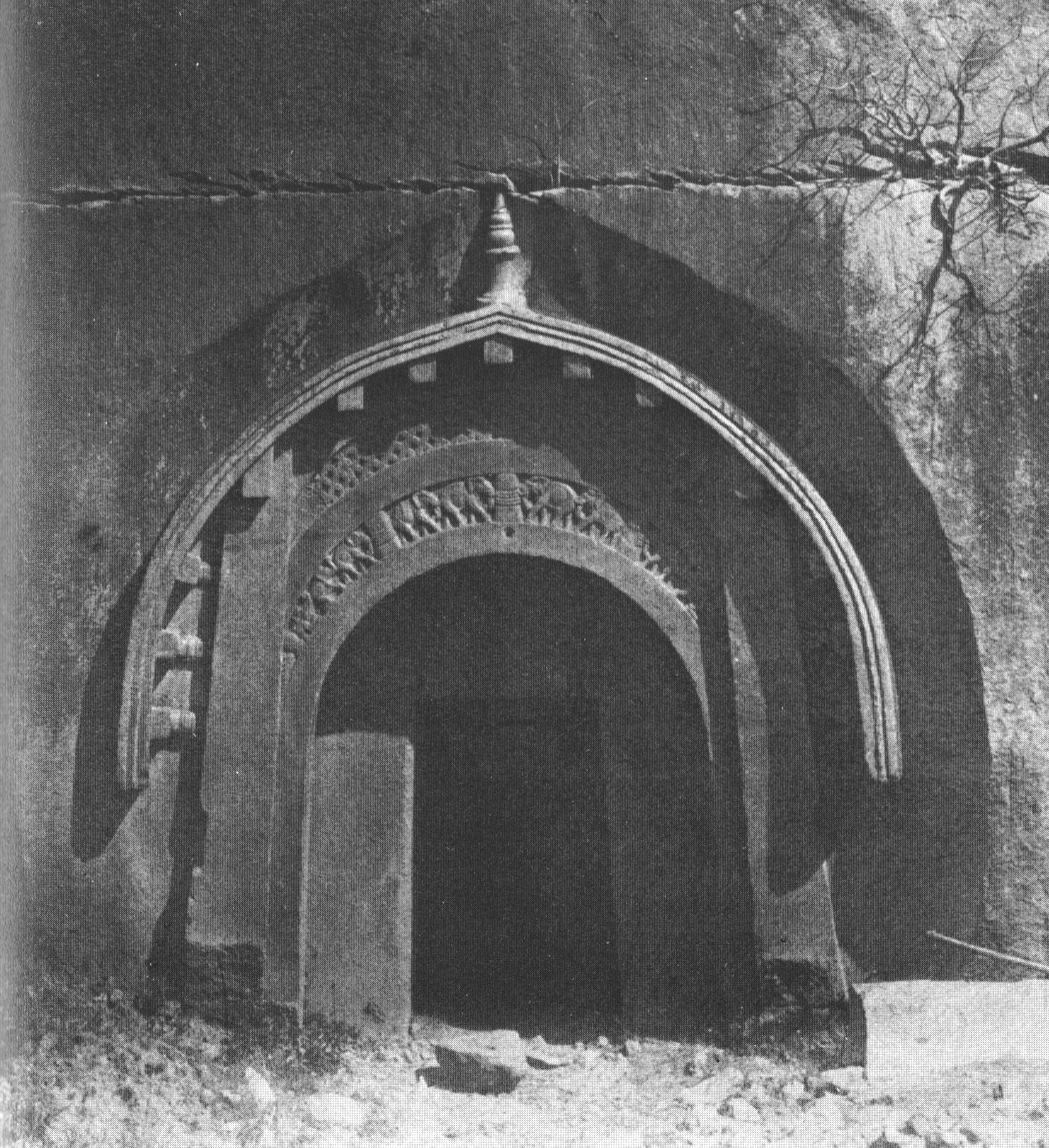
Cueva de Lomas Rishi: La fachada en forma de arco de esta cueva imita la arquitectura en madera. Sobre la puerta, una fila de elefantes se dirige hacia representaciones de estupas.
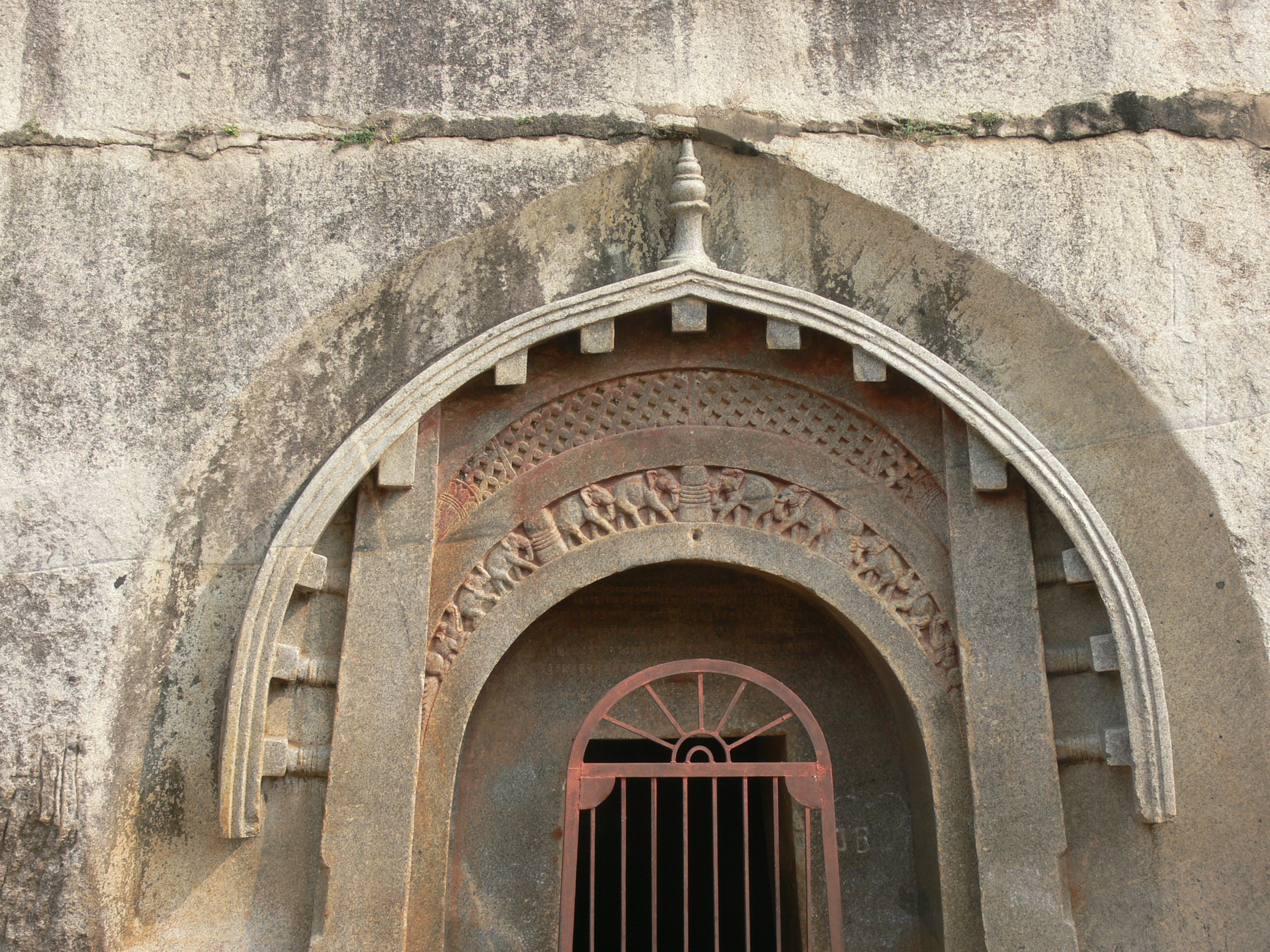
Cueva de Lomas Rishi (fotografía actual).

- Cueva de Sudama: Esta cueva fue dedicada por el emperador Ashoka en 261 a. C. Las cavidades interiores consisten en una cámara circular abovedada con un mandapa rectangular.[6]

- Karan Chaupar (o Karna Chaupar): Consiste en una sencilla habitación rectangular con superficies pulidas, y contiene una inscripción que se puede datar en 245 a. C.[7]

- Visva Zopri: Se llega por medio de unos escalones de Asoka excavados en la colina. Consiste en dos habitaciones rectangulares.